# African Cup Winners’ Cup 2000
Der African Cup Winners’ Cup 2000 war die 26. Spielzeit des zweitwichtigsten afrikanischen Wettbewerbs für Vereinsmannschaften im Fußball unter dieser Bezeichnung. Die Saison begann mit der Vorrunde am 29. Januar 2000 und endete mit den Finalspielen im November und Dezember 2000. Titelverteidiger war der ivorische Verein Africa Sports National.
Sieger wurde al Zamalek SC aus Ägypten, die sich im Finale nach einem Gesamtergebnis von 4:3 gegen Canon Yaoundé durchsetzen konnten.

## Vorrunde
Die Hinspiele wurden vom 29. bis zum 30. Januar, die Rückspiele vom 12. bis zum 13. Februar 2000 ausgetragen.
|                        | Gesamt          |                                    | Hinspiel | Rückspiel |
| ---------------------- | --------------- | ---------------------------------- | -------- | --------- |
| AS CotonTchad          | (a)2:2(a)       | JS du Ténéré                       | 2:1      | 0:1       |
| Wallidan Banjul        | 0:3             | Mogas 90 FC                        | 0:1      | 0:2       |
| Olympic Real de Bangui | 1 w/o 1         | Rayon Sports                       | 1:1      | —         |
| FC Djivan              | 0:0 (2:0 i. E.) | Red Star Anse-aux-Pins             | 0:0      | 0:0       |
| Mogoditshane Fighters  | 1:0             | Linare FC                          | 1:0      | 0:0       |
| Chief Santos           | 3:7             | Grupo Desportivo Sagrada Esperança | 1:3      | 2:4       |

Anmerkungen

## Erste Runde
Die Hinspiele wurden vom 17. März bis zum 2. April, die Rückspiele vom 31. März bis zum 16. April 2000 ausgetragen.
|                                    | Gesamt          |                      | Hinspiel | Rückspiel |
| ---------------------------------- | --------------- | -------------------- | -------- | --------- |
| JS du Ténéré                       | 1 1:2 1         | USM Algier           | 1:1      | 0:1       |
| AS Dragons Kinshasa                | 3:5             | Stade Malien         | 3:2      | 0:3       |
| Young Africans SC                  | 1:5             | al Zamalek SC        | 1:1      | 0:4       |
| Ethiopian Coffee SC                | 4:2             | Telecom Wanderers    | 3:0      | 2 1:2 2   |
| Mogas 90 FC                        | 1:3             | Club Africain Tunis  | 0:0      | 1:3       |
| Plateau United                     | (a)3:3(a)       | Étoile du Congo      | 3:2      | 0:1       |
| Étoile Filante Ouagadougou         | 0:1             | FAR Rabat            | 0:0      | 0:1       |
| Rayon Sports                       | 3:2             | US Bitam             | 2:0      | 1:2       |
| Mbale Heroes                       | 1:4             | al-Merreikh Omdurman | 1:2      | 0:2       |
| FC Djivan                          | 3:5             | AS Saint-Louisienne  | 1:1      | 2:4       |
| Coast Stars                        | 0:4             | Canon Yaoundé        | 0:1      | 0:3       |
| Mogoditshane Fighters              | 2:4             | Zamsure FC           | 1:2      | 1:2       |
| al-Ittihad                         | 2:2 (3:2 i. E.) | Great Olympics FC    | 2:0      | 0:2       |
| Clube de Desportos da Costa do Sol | 2:3             | SuperSport United    | 1:1      | 1:2       |
| ASEC Ndiambour                     | (a)3:3(a)       | ASEC Mimosas         | 2:0      | 1:3       |
| Grupo Desportivo Sagrada Esperança | 6:1             | OC Agaza             | 4:1      | 2:0       |

Anmerkungen

## Zweite Runde
Die Hinspiele wurden vom 6. bis zum 14. Mai, die Rückspiele vom 27. bis zum 28. Mai 2000 ausgetragen.
|                      | Gesamt          |                                    | Hinspiel | Rückspiel |
| -------------------- | --------------- | ---------------------------------- | -------- | --------- |
| JS du Ténéré         | 2:1             | Stade Malien                       | 1:1      | 1:0       |
| al Zamalek SC        | 3:3 (4:2 i. E.) | Ethiopian Coffee SC                | 2:1      | 1:2       |
| Club Africain Tunis  | (a)4:4(a)       | Étoile du Congo                    | 4:2      | 0:2       |
| FAR Rabat            | (a)2:2(a)       | Rayon Sports                       | 1:0      | 1:2       |
| al-Merreikh Omdurman | 1:4             | AS Saint-Louisienne                | 0:2      | 1:2       |
| Canon Yaoundé        | 5:1             | Zamsure FC                         | 4:1      | 1:0       |
| al-Ittihad           | 2:1             | SuperSport United                  | 2:0      | 0:1       |
| ASEC Ndiambour       | (a)1:1(a)       | Grupo Desportivo Sagrada Esperança | 0:0      | 1:1       |

## Viertelfinale
Die Hinspiele wurden vom 5. bis zum 6. August, die Rückspiele vom 19. bis zum 20. August 2000 ausgetragen.
|                 | Gesamt          |                     | Hinspiel | Rückspiel |
| --------------- | --------------- | ------------------- | -------- | --------- |
| al Zamalek SC   | 3:2             | ASEC Ndiambour      | 3:1      | 0:1       |
| FAR Rabat       | 2:2 (4:5 i. E.) | AS Saint-Louisienne | 1:1      | 1:1       |
| Étoile du Congo | 2:5             | Canon Yaoundé       | 0:3      | 2:2       |
| al-Ittihad      | 5:3             | JS Ténéré           | 5:2      | 0:1       |

## Halbfinale
Die Hinspiele wurden vom 14. bis zum 15. Oktober, die Rückspiele vom 28. bis zum 30. Oktober 2000 ausgetragen.
|               | Gesamt |                     | Hinspiel | Rückspiel |
| ------------- | ------ | ------------------- | -------- | --------- |
| al Zamalek SC | 2:0    | AS Saint-Louisienne | 2:0      | 0:0       |
| al-Ittihad    | 1:2    | Canon Yaoundé       | 1:1      | 0:1       |

## Finale

### Hinspiel
| al Zamalek SC                                            | al Zamalek SC | Canon Yaoundé | Canon Yaoundé |
| -------------------------------------------------------- | --- | --- | ------------- |
| al Zamalek SC                                            | \| 26. November 2000 in Kairo (Cairo International Stadium) \| \| Ergebnis: 4:1 (2:1) \| \| Zuschauer: 50.000 \| \| Schiedsrichter: Abderrahim El Arjoun ( Marokko) \|                                                                                       | \| 26. November 2000 in Kairo (Cairo International Stadium) \| \| Ergebnis: 4:1 (2:1) \| \| Zuschauer: 50.000 \| \| Schiedsrichter: Abderrahim El Arjoun ( Marokko) \| | Canon Yaoundé |
| al Zamalek SC                                            | Abdel-Wahed El-Sayed – Haytham Farouk, Hossam Abdel-Moneim, Besheer El-Tabei – Tarek El-Sayed, Tarek El-Said, Mohamed Kamouna, Khaled El Ghandour (72. Mohamed Aboul Ela), Ahmed Saleh – Abdel-Latif El-Doumany, Abdel Halim Ali (46. Abdul Hamid Bassiouny) | | Canon Yaoundé |
| al Zamalek SC                                            | 1:1 Abdel-Moneim (26.) 2:1 El-Said (31., Elfmeter) 3:1 Bassiouny (51.) 4:1 El-Doumany (79.) | 0:1 Mebenga (9.) | Canon Yaoundé |
| al Zamalek SC                                            | Bassiouny, El-Said, El-Sayed | Mebenga | Canon Yaoundé |
| al Zamalek SC                                            | Bekono (29.) | | Canon Yaoundé |
| 26. November 2000 in Kairo (Cairo International Stadium) | | |               |
| Ergebnis: 4:1 (2:1)                                      | | |               |
| Zuschauer: 50.000                                        | | |               |
| Schiedsrichter: Abderrahim El Arjoun ( Marokko)          | | |               |

### Rückspiel
| Canon Yaoundé                                       | Canon Yaoundé | al Zamalek SC | al Zamalek SC |
| --------------------------------------------------- | --- | --- | ------------- |
| Canon Yaoundé                                       | \| 10. Dezember 2000 in Yaoundé (Stade Ahmadou Ahidjo) \| \| Ergebnis: 2:0 (0:0) \| \| Zuschauer: 60.000 \| \| Schiedsrichter: Zeli Sinko ( Elfenbeinküste) \|                                                                                | \| 10. Dezember 2000 in Yaoundé (Stade Ahmadou Ahidjo) \| \| Ergebnis: 2:0 (0:0) \| \| Zuschauer: 60.000 \| \| Schiedsrichter: Zeli Sinko ( Elfenbeinküste) \| | al Zamalek SC |
| Canon Yaoundé                                       | Jean Didier Manga – Aaron Nguimbat, Ambroise Atoumbamout, Paul-Alain Yebga Nyebel, Serge Mimpo – Ghislain Lazare Chameni, Chicolo Bethiah (76. Eta), Roger Mbindang (69. Jean-Calvin Batang), Alain N’Kong – Eric Mathieu Mebenga, Robert Mba | Abdel-Wahed El-Sayed – Haytham Farouk, Hossam Abdel-Moneim, Besheer El-Tabei – Tarek El-Sayed, Mohamed Aboul Ela (79. Wael El-Quabbani), Mohamed Kamouna, Khaled El Ghandour, Ahmed Saleh – Abdel-Latif El-Doumany (86. Amr Fahim), Abdel Halim Ali (72. Abdul Hamid Bassiouny) | al Zamalek SC |
| Canon Yaoundé                                       | 1:0 Chameni (72.) 2:0 Batang (90.) | | al Zamalek SC |
| Canon Yaoundé                                       | Mebenga (28.) | Abdel-Moneim (43.) | al Zamalek SC |
| 10. Dezember 2000 in Yaoundé (Stade Ahmadou Ahidjo) | | |               |
| Ergebnis: 2:0 (0:0)                                 | | |               |
| Zuschauer: 60.000                                   | | |               |
| Schiedsrichter: Zeli Sinko ( Elfenbeinküste)        | | |               |